# Paul Jönska gården
Paul Jönska gården är en gammal skeppargård och ett arbetslivsmuseum i Viken i Höganäs kommun. 
Gården byggdes år 1878 åt sjökapten Paul Jönsson och hans hustru Hilda Paulina Jönsson på en tomt som hennes föräldrar hade gett dem. Det putsade bostadshuset ligger längs vägen och norr om den stensatta gårdsplanen finns en länga i gult tegel med röda detaljer. Bostadshusets många rum är inredda med familjens originalmöbler och föremål som sjökaptenen hämtade på sina resor i Europa. I trädgården bakom huset finns flera sällsynta rosor.
Efter moderns död 1923 tog två av de fyra barnen över hemmet. Dottern Anna bosatte sig i gårdslängan med sin familj och dottern Lilly, som hade rest till USA som ung och gift sig med handskmakare Svante Håkanson, flyttade tillbaka till Sverige 1947. Döttrarna testamenterade sin del av barndomshemmet till kyrkan för att det skulle bevaras och visas upp. Gården ägs och förvaltas av Stiftelsen Skeppargården i Viken och är sedan 1982 ett museum.
Trädgården, som lär ha varit den första i Viken som anlagts av en yrkesman, är öppen hela året. Den rekonstruerades med nya buxbomshäckar och återplantering av överlevande trädgårdsväxter i början av 1980-talet. År 2005 ersattes kryddgården med olika sorter av gamla rosor och kryddväxterna planterades i rabatter med perenner, vilket var vanligt i gamla skånska trädgårdar.
Paul Jönska gården blev byggnadsminne år 1987.